# Old fashioned
O old fashioned é uma bebida alcoólica, ou um coquetel aperitivo, feito com uísque, bíter, açúcar triturado no almofariz e guarnecido com casca de laranja e cereja. O  nome significa, em inglês, significa "antiquado". É tradicionalmente servido em um copo do tipo tumbler que recebeu o mesmo nome da bebida.
O old fashioned, que foi desenvolvido durante o século XIX e nomeado nos anos 1880, é um coquetel oficial da International Bartenders Association, classificado como um "inesquecível". É também uma das seis bebidas básicas listada no livro The Fine Art of Mixing Drinks, David A. Embury.

## História
A primeira definição documentada da palavra cocktail (do inglês, coquetel) foi em resposta à carta de um leitor que pediu para definir a palavra na edição de 6 de maio de 1806 da publicação The Balance and Columbian Repository em Hudson, Nova York. Na edição de 13 de maio de 1806, o editor do jornal escreveu que era uma mistura potente de destilados, bíter, água e açúcar; Também foi referido na época como uma espécie amarga de sling, uma mistura de destilado, açúcar e água. O escritor J.E. Alexander descreve o coquetel de maneira similar em 1833, da forma como ele encontrou na cidade de Nova Iorque, feito com rum, gin ou conhaque, quantidade significante de água, bíter e açúcar, embora ele também tenha incluído noz-moscada como guarnição.
Em torno dos anos 1860, era comum adicionar ao coquetel o licor de laranja curação, absinto e outros licores que podiam ser adicionados. A mistura original, embora em proporções diferentes, voltou à moda, e foi referida como old-fashioned. Os mais populares dos coquetéis "old-fashioned" eram feitos com uísque, de acordo com um barman de Chicago, citado no jornal Chicago Daily Tribune em 1882, com uísque de centeio sendo mais popular do que Bourbon. A receita que ele descreve é uma combinação semelhante de destilados, bíter, água e açúcar, de sessenta e seis anos antes.
Segundo o historiador Albert Stevens Crockett, autor da série The Old Waldorf-Astoria Bar Book, o primeiro uso do nome "old fashioned" para um coquetel de uísque Bourbon foi em Pendennis Club, um clube de cavalheiros fundado em 1881 em Louisville, Kentucky. A receita foi inventada por um barman no clube em homenagem ao Coronel James E. Pepper, um ilustre produtor de  bourbon, que o levou ao bar do Waldorf-Astoria Hotel em Nova Iorque.
Com a concepção da bebida arraigada na história da cidade, em 2015, a cidade de Louisville nomeou o old fashioned como o seu coquetel oficial. Todo ano, durante as primeiras duas semanas de junho, Louisville celebra a "Old Fashioned Fortnight" (Quinzena do Old Fashioned) que abrange eventos com bourbon, coquetéis especiais e o Dia Nacional do Bourbon, que é sempre celebrado em 14 de junho.

## Receita
George Kappeler fornece várias das primeiras receitas publicadas para o coquetel old fashioned em seu livro Modern American Drinks, de 1895. As receitas são fornecidas para uísque, conhaque, genebra e gin. A receita de Whiskey Old Fashioned é detalhada desta forma (com um jigger igual a 1,5 onça fluida (44 ml)):
Old Fashioned Whiskey Cocktail

Dissolva um pequeno torrão de açúcar com um pouco de água em um copo de uísque;

adicione dois dashes de bíter Angostura,

um pequeno cubo de gelo, um pedaço de casca de limão,

um jigger de uísque.

Misture com uma pequena colher de bar e sirva, deixando a colher no copo.
Nos anos 1860, como demonstrado por Jerry Thomas no livro de 1862, as receitas básicas de coquetel incluíam Curaçao ou outros licores. Esses licores não foram mencionados nas descrições do início do século XIX, nem  nas descrições de coqueteis "Old Fashioned" do Chicago Daily Tribune do início dos anos 1880; eles também estavam ausentes nas receitas de Old Fashioned de Kappeler. As diferenças das receitas de coquetel Old Fashioned do final do século XIX são principalmente o método de preparação, o uso de açúcar e água em vez de xarope simples ou xarope de goma e a ausência de licores adicionais. Essas receitas de coquetel Old Fashioned são literalmente para coqueteis feitos da forma "antiquada".
Coquetel Old Fashioned com Gin

Use uma pequena barra de vidro

3 ou 4 dashes de xarope de goma

2 dashes  de bíter Bogart's

1 taça de vinho de gin

1 ou 2 dashes de Curaçao

1 pequeno pedaço de casca de limão

Despeje em uma coqueteleira com um terço de gelo, agite bem, coe e despeje em um copo
Coquetel Old Fashioned com Holland Gin

Esmague um pequeno torrão de açúcar em um copo de uísque contendo um pouco de água,

adicione um pedaço de gelo,

dois dashes de bíter Angostura,

um pequeno pedaço de casca de limão,

um jigger de genebra.

Misture com uma pequena colher de bar.

Sirva.
Um livro de David Embury, publicado em 1948, fornece uma pequena variação, especificando 12 partes de uísque americano, 1 parte de xarope simples, 1-3 dashes de bíter Angostura, uma casca de limão enrolada para guarnecer sobre o topo.
Duas receitas adicionais dos anos 1900 variam nos ingredientes precisos, mas exclui a cereja, que foi introduzida de pois de 1930, bem como a água gaseificada, pedida em algumas receitas ocasionais. Bíter de laranja foi um ingrediente popular no final do século XIX.

## Variações
A receita original de old fashioned mostra os uísques disponíveis nos Estados Unidos no século XIX: irlandês, Bourbon ou uísque de centeio. Mas em algumas regiões, especialmente em Wisconsin, o uísque é substituído por conhaque e, algumas vezes, é chamado Brandy Old Fashioned. Eventualmente, o uso de outros destilados tornou-se comum, como uma receita de gin que se tornou popular no final dos anos 1940.
Os enfeites comuns para um Old Fashioned incluem uma fatia de laranja ou uma cereja marrasquino, ou ambos, embora essas modificações tenham surgido em torno de 1930, algum tempo depois que a receita original foi inventada. Enquanto algumas receitas começaram a fazer uso escasso de raspa de laranja pelo sabor, a prática de espremer laranja e outras frutas ganhou prevalência mais tarde, nos anos 1990.

## Impacto cultural
O old fashioned é o coquetel preferido de Don Draper, o personagem principal da série de televisão Mad Men, que se passa nos anos 1960. O uso da bebida na série coincidiu com um renovado interesse neste e em outros coqueteis clássicos nos anos 2000.
No filme It's a Mad Mad Mad Mad World, de 1963, o piloto Tyler Fitzgerald (Jim Backus) conduz o passageiro Dingy Bell (Mickey Rooney) ao bar da aeronave para "fazer para nós alguns Old Fashioneds". Irritado por sugestões de que ele deveria limitar o consumo de álcool enquanto pilotava um avião e achando o Old Fashioned feito por Bell muito doce, Fitzgerald entrega o controle a Benjy Benjamin, auxiliar de Bell, interpretado por Buddy Hackett, e retorna ao fundo do avião para "fazer alguns Old Fashioneds da maneira old fashioned do jeito que o velho pai costumava fazer". Quando Benjamin pergunta "e se algo acontecer", Fitzgerald responde: "O que poderia acontecer com um Old Fashioned?"